# Jardinero derecho

Posición del jardinero derecho en el campo de béisbol

En el béisbol, el jardinero derecho (en inglés, right fielder) es el jugador que al jugar defensivamente se sitúa en el campo exterior, cerca de la línea foul de primera base. A esta posición se le asigna el número 9.
Los jugadores del campo exterior deben recorrer grandes distancias, de modo que es esencial que sean ultra veloces, y que tengan instinto y rapidez de reacción al movimiento de la pelota. Deben poder capturar pelotas en vuelo tanto en "globo", por encima de su cabeza, como a gran velocidad en trayectoria recta y baja, y saber impedir la pérdida de las pelotas que boten en la línea foul derecha. Dado que están distanciados entre 250 y 300 pies del home (pequeña placa desde la que se batea), entre sus habilidades debe estar la de lanzar la pelota a larga distancia, de modo que llegue al guante de los bases: eso requiere fuerza y puntería. El jardinero derecho suele ser el jugador de campo exterior de brazo más fornido, dado que es el más alejado de la tercera base, aunque algunos piensan que tal récord de fortaleza del brazo debe ostentarlo el jardinero central, dado que tramita más pelotas y participa en más acciones que sus dos compañeros laterales, por lo que de su desempeño depende en mayor medida el resultado. Las pelotas bateadas hacia el jardín derecho tienden a tener una trayectoria curva que las acerca a la línea de foul derecha: los jardineros derechos tienen que aprender a prever ese comportamiento y reaccionar adecuadamente.
Es frecuente que los jugadores aficionados tengan dificultades para concentrarse en el juego, porque están lejos de los lugares en los que se desarrolla la acción. En el entrenamiento de los jardineros derechos —y en general de los jugadores de campo exterior— es por ello esencial hacer énfasis en la posición de partida que deben ocupar en el momento del bateo, puesto que una elección adecuada les permitirá concentrarse en cada lanzamiento y bateo. 
En general, el jardinero derecho tiende a ser mejor jugador ofensivo (mejor bateador) que defensivo, dado que los bateadores diestros, más abundantes que los zurdos, tienden a dirigir sus bateos hacia el jardín izquierdo. Se tiende incluso a considerar la posición de jardinero derecho como la más adecuada para "ocultar" a jugadores de escaso talento defensivo, sin que ello ocasione graves daños al juego del equipo. Pero esto es más cierto en las ligas de menor competitividad, en las que los bateadores no tienen una técnica muy depurada, porque en entornos de alta competición los atacantes, sean diestros o sean zurdos, son capaces de enviar los bateos en cualquier dirección, y por tanto de aprovechar las debilidades defensivas del equipo contrario.

## Jardineros derechos destacados
- Babe Ruth
- Bob Abreu
- Josh Kroeger
- Sammy Sosa
- Roberto Clemente
- Vladimir Guerrero
- Darryl Strawberry
- Paul O'Neal
- Antonio Armas
- Mookie Betts
- Ronald Acuña Jr.